# Comuna Holoveatîne, Smila
Holoveatîne (în ucraineană Голов'ятине) este o comună în raionul Smila, regiunea Cerkasî, Ucraina, formată din satele Holoveatîne (reședința), Huleaihorodok și Malîi Buzukiv.

## Demografie
Componența lingvistică a comunei Holoveatîne
     Ucraineană (97,91%)
     Rusă (1,99%)
     Alte limbi (0,1%)
Conform recensământului din 2001, majoritatea populației comunei Holoveatîne era vorbitoare de ucraineană (97,91%), existând în minoritate și vorbitori de rusă (1,99%).